# Polydora heterochaeta
Polydora heterochaeta är en ringmaskart som beskrevs av Rioja 1939. Polydora heterochaeta ingår i släktet Polydora och familjen Spionidae. Inga underarter finns listade i Catalogue of Life.